# Особняк Щербакова
Особняк купца М. В. Щербакова в Кунгуре находится на Советской улице.

## История
В 1889 г. на месте современного здания были деревянный дом и надворные постройки, владельцем которых был купец-мануфактурист Михаил Васильевич Щербаков. В 1901 г. на их месте был построен двухэтажный особняк. Здесь размещалась гостиница, которую называли «Щербаковские номера».
После смерти купца здание перешло к его наследникам, а после Октябрьской Революции 1917 г. было национализировано. Во времена Гражданской войны в 1918 г. здании находился штаб 30-й стрелковой дивизии В. К. Блюхера, а потом — комиссионный магазин. После 1919 г. в доме Щербакова располагались Дом крестьянина, горком КПСС. В настоящее время здесь находится администрация Кунгурского района и другие государственные учреждения.
Здание с 15 мая 1986 г. является памятником градостроительства и архитектуры местного значения.